# Эль-Айн
Эль-Айн (араб. العين‎ [æl ˈʕajn] — «родник») — четвёртый по численности город в Объединённых Арабских Эмиратах.

## История
Находится в эмирате Абу-Даби в 148 км к востоку от столицы страны на границе с Оманом в районе оазиса Бурейми. Эль-Айн — единственный крупный город ОАЭ, находящийся вдали от моря.

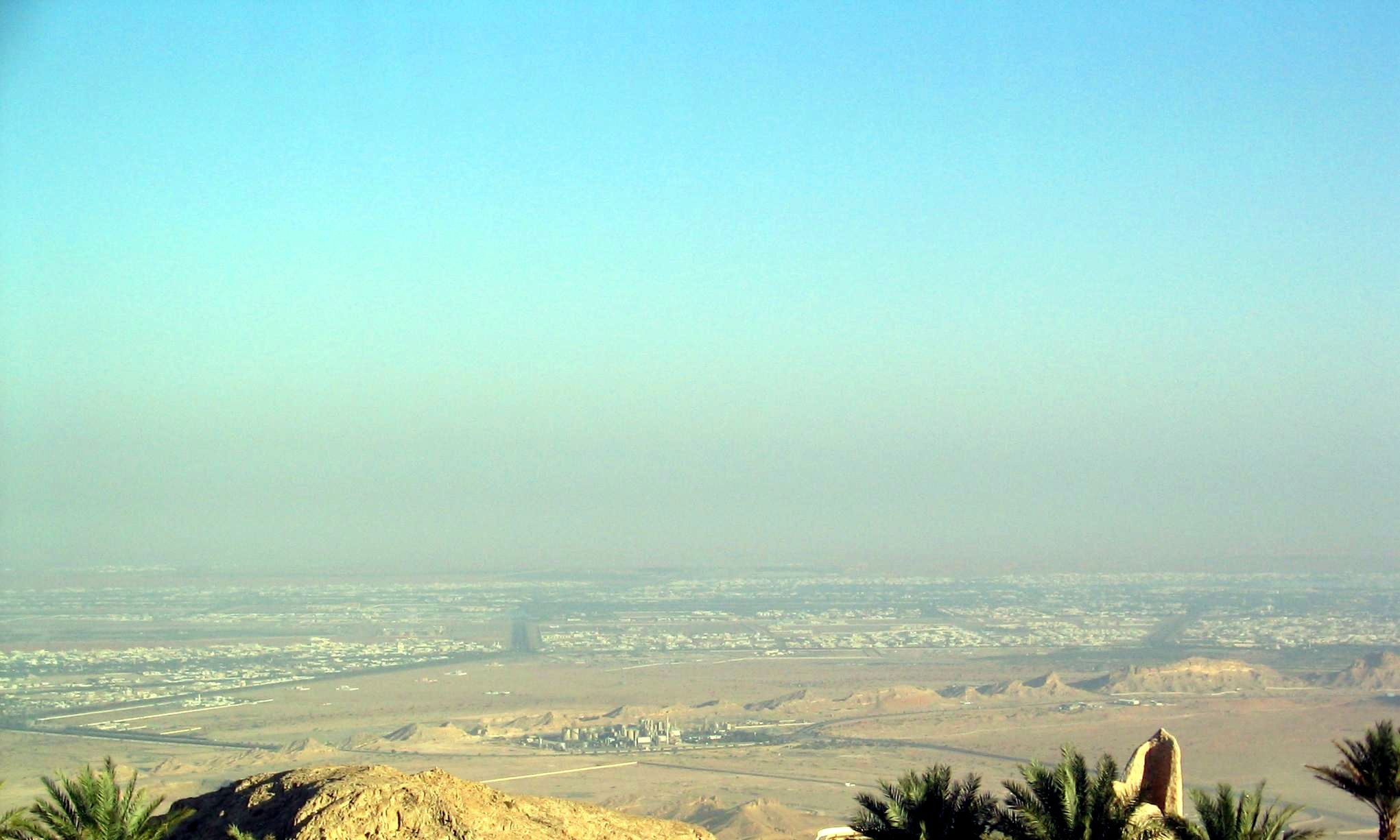
Вид на Эль-Айн

Население города составляло 422 тысячи человек по состоянию на 2005 год. Город является 4-м по количеству населения в ОАЭ и 2-м в эмирате Абу-Даби. По состоянию на 2017 год население составляло 766 936 человек согласно переписи.
Город связан современными автострадами с городами Абу-Даби и Дубаем. Есть международный аэропорт.
В Эль-Айне родился первый президент страны и правитель Абу-Даби — шейх Заид ибн Султан Аль Нахайян.
В городе находится университет.
Среди достопримечательностей города — зоопарк (крупнейший в ОАЭ), парк аттракционов «Hili Fun City», исторические музеи, форты, многочисленные парки, сады и зоны отдыха, включая гору Джабаль-Хафит, к вершине которой проложена современная автодорога-серпантин, где расположены смотровые площадки на высоте свыше 1 км. У подножия горы расположены источники минеральной воды.
В 2011 году культурные объекты Эль-Айна (Джабаль-Хафит, Хили, Бидаа-Бинт-эль-Азиз и оазисы этого района) были включены в список Всемирного наследия ЮНЕСКО.

## Спорт
Футбольный клуб «Аль-Айн» — многократный чемпион ОАЭ, победитель Азиатской Лиги Чемпионов 2003 года.
В этом городе весной 2026 года планируется провести в группе А чемпионат мира по хоккею второго дивизиона.

## Археологические раскопки
9 сентября 2018 года археологи обнаружили развалины одной из самых древних на территории ОАЭ мечетей, находка была сделана в районе города Эль-Айн вблизи возводимой мечети шейха Халифы бен Заида Аль Нахайяна, президента ОАЭ и эмира Абу-Даби. Возраст строения, от которого сохранился только фундамент насчитывает более одной тыс. лет. 
В 2025 году в районе Эль-Айн был обнаружен некрополь эпохи железного века, датированный 1000 годом до н. э. На территории древнего кладбища находится около 100 высеченных в скале вертикальных захоронений, к которым ведут вырубленные в камне шахты глубиной около 2 м. Большинство могил были разграблены в древности, но в некоторых обнаружены погребальный инвентарь и подношения: золотые украшения, ожерелья из бусин, керамика, наконечники стрел из сплава меди.